# Гоенка, Шри Сатья Нарайян
Шри Сатья Нарайян Гоенка (англ. Sri Satya Narayan Goenka, также С. Н. Гоенка, Гоэнка; 30 января 1924 — 29 сентября 2013) — ведущий наставник-мирянин поздней традиции бирманской медитации Випассаны, ученик Саяджи У Ба Кхина.

## Биография
Родился в Мандалае, Бирма, в богатой индийской семье, происходящей из Индии и исповедовавшей индуизм.
В дальнейшем стал ведущим бизнесменом и промышленником Бирмы и одним из глав индийской диаспоры в Бирме. Заинтересовался медитацией випассана в связи с хроническими головными болями.
Начал курс изучения буддийской медитации випассана под руководством У Ба Кхина, одного из первых лиц правительства Мьянмы первых лет независимости, ученика Вебу Саядо, монаха бирманской традиции тхеравады, который в конце XIX века приступил к созданию школы обучения мирян буддийской медитации. Данная традиция тхеравады была принесена в Мьянму послами Ашоки, которые одновременно были наставниками в Дхарме. У Ба Кхин был известнейшим учителем медитации своего времени, сыграл важную роль на Шестом Буддийском Соборе 1956 года, и был одним из глав реформистского движения с упором на практику випассаны, оказавшим позитивное влияние на стандарты политической жизни. Значительное число учеников У Ба Кхина стало в дальнейшем преподавать его технику медитации.
Гоенка стал учить медитации сам в 1969 году и стал самым известным учеником У Ба Кхина. Он создал международную сеть центров преподавания випассаны с центром в Дхаммагири (Индия). Исходный центр У Ба Кхина продолжает действовать в Янгоне (Мьянма) под руководством Матери Сайямаджи и имеет 6 отделений в других странах.
Гоенка был одарённым оратором, писателем и поэтом. Он писал на английском языке, хинди и раджастани. Много путешествовал и проводил лекции по всему миру. В 2000 году выступал на Всемирном Экономическом Форуме в Давосе и на «Саммите Тысячелетия Мира в Мире» в ООН. В 2002 году предпринял четырёхмесячную программу поездок по Северной Америке под названием Meditation Now Tour of North America.
В ноябре 2008 года на окраине Мумбаи было завершено строительство пагоды мировой випассаны.
Был награжден Padma Bhushan (третья по величине гражданская честь в Индии) правительством Индии в 2012 году.

## Учение
Техника, которую преподавал Гоенка, представляет собой традицию, которая восходит к Будде. Нет необходимости переходить в систему религиозных убеждений. Гоенка объяснял, что «Будда никогда не учил сектантской религии, он учил Дхамме — пути к освобождению, который является универсальным» и представил свои учения как несектантские и открытые для людей всех вероисповеданий или без веры. «Освобождение» в этом контексте означает свободу от нечистот ума и в результате процесса культивирования чистого ума, свободу от страданий.
Гоенка описал медитацию Випассаны как экспериментальную научную практику, в которой человек наблюдает за постоянно меняющейся природой ума и тела на самом глубоком уровне, благодаря которому человек получает глубокое самопознание, которое ведет к по-настоящему счастливой и мирной жизни.
Курсы начинаются с наблюдения за естественным (то есть неконтролируемым) дыханием, которое позволяет уму сконцентрироваться, практика, называемая Анапана. Эта концентрация подготавливает для самой практики Випассаны, которая в этой традиции включает в себя наблюдение всех видов телесных ощущений, развивая по отношению к ним осознанность и уравновешенность, и постепенное осознание взаимосвязи между умом и телом. 

## Наследие
Гоенка обучил около 1300 помощников учителей для проведения курсов с использованием его записей, и около 120 000 человек посещают их каждый год. После смерти Гоенки Джек Корнфилд, американский писатель по буддизму, писал: «В каждом поколении есть несколько сильных и глубоких мастеров, которые держат лампу Дхармы, чтобы осветить мир. Как Далай-лама и Тхить Нят Хань, С. Н. Гоенка был одним из величайших мировых мастеров современности. Он был вдохновением и учителем для Джозефа Гольдштейна и Шарона Зальцберга, Рама Дасса, Дэниела Гоулмана, Юваля Ной Харари и многих других западных духовных лидеров». Джей Майклсон писал в статье «Хаффингтон пост» под названием «Человек, который научил мир медитировать»: «Он был основным учителем для первого поколения учителей „прозрения“, которые оказали влияние на Соединенные Штаты».

## Научно-исследовательский институт Випассаны
Гоенка считал, что теория и практика должны идти рука об руку, и поэтому он создал Исследовательский институт Випассаны для изучения и публикации литературы по Випассане и ее воздействия. Исследовательский институт Випассаны фокусируется на двух основных направлениях: перевод и публикация текстов Пали, а также исследование применения Випассаны в повседневной жизни.

## Випассана в тюрьмах
Гоенка смог принести медитацию Випассаны в тюрьмы, сначала в Индию, а затем в другие страны. По оценкам организации, в десятидневных курсах приняли участие более десяти тысяч заключённых, а также многие сотрудники полиции и военные.
Doing Time, Doing Vipassana — это документальный фильм 1997 года о проведении 10-дневных курсов Випассаны С. Н. Гоенки в тюрьме Тихара в 1993 году тогдашним генеральным инспектором тюрем в Нью-Дели Киран Беди. Беди провела курс Випассаны для охранников, а Гоенка — для тысячи заключённых.
«Братья Дхаммы» — документальный фильм, выпущенный в 2007 году о программе медитации Випассаны в исправительном учреждении Дональдсон в Бессемере, штат Алабама. Фильм посвящён четырём заключенным, осуждённым за убийство. Он также включает интервью с охранниками, сотрудниками тюрьмы и местными жителями, а кроме того — реконструкцию преступлений, совершённых заключенными.

## Интересные факты
Радханатх Свами прошёл курс медитации у С. Н. Гоенки в Индии.